# Olza (rivière)
Pour les articles homonymes, voir Olza.
La rivière Olza (en tchèque Olše) est un cours d'eau qui prend sa source en Pologne puis s'écoule en République tchèque avant de se jeter dans le fleuve Oder.

## Étymologie
Le nom de la rivière, anciennement dénommée Olga, dérive du mot slave Olig, qui signifie « eau ». Au Moyen Âge, la rivière est signalée sous le nom germanisé d'Olsa.

## Géographie
La rivière Olza prend sa source dans les massifs montagneux de Silésie polonaise. Après 16 kilomètres de parcours en territoire polonais, la rivière continue son cours dans la région de Moravie-Silésie située en République tchèque sur 46 kilomètres. Elle devient rivière frontalière polono-tchèque sur 24 kilomètres. Enfin la rivière Olza se jette dans l'Oder dont elle est un affluent.

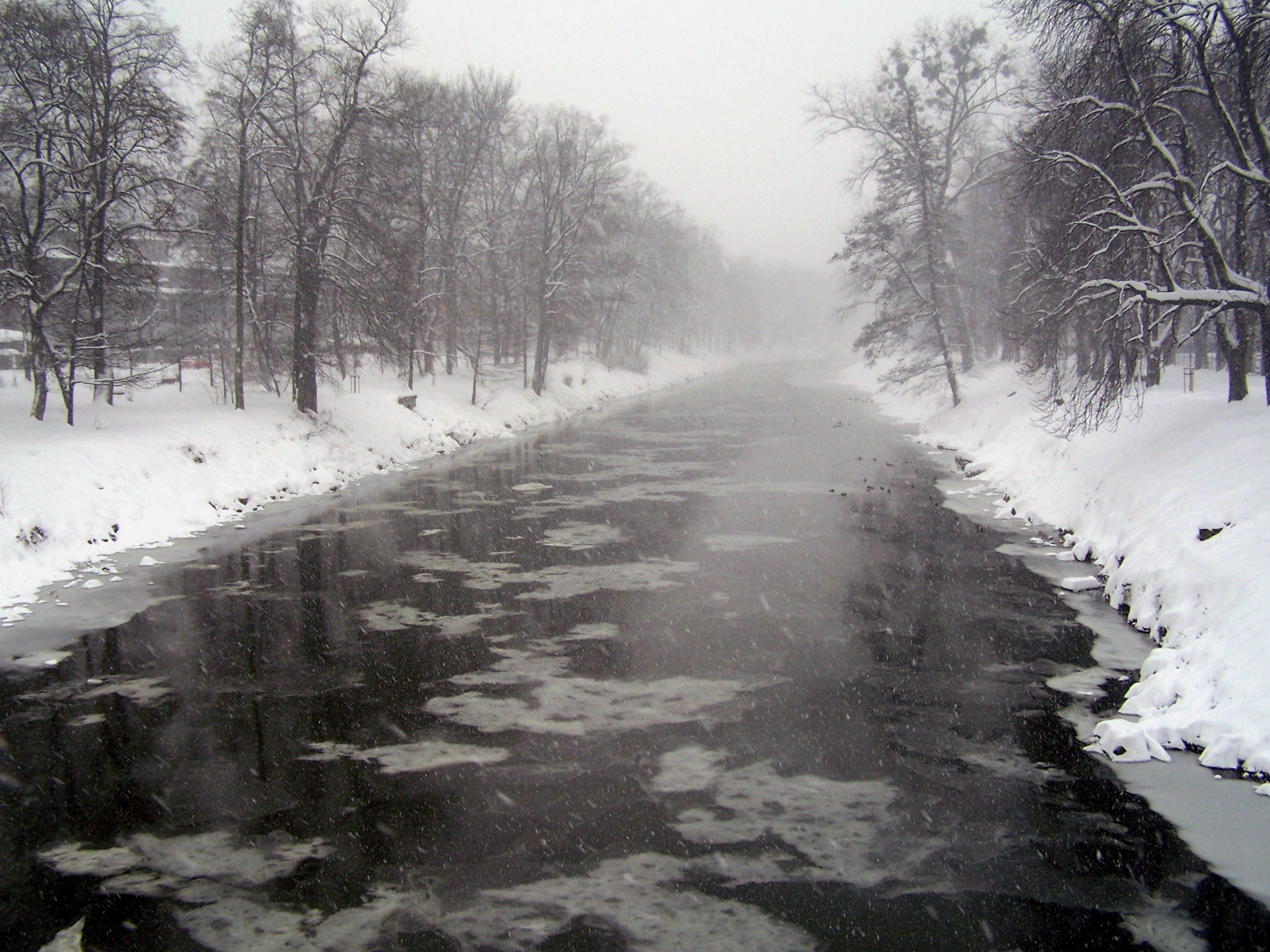
Vue de la rivière Olza/Olše en hiver.

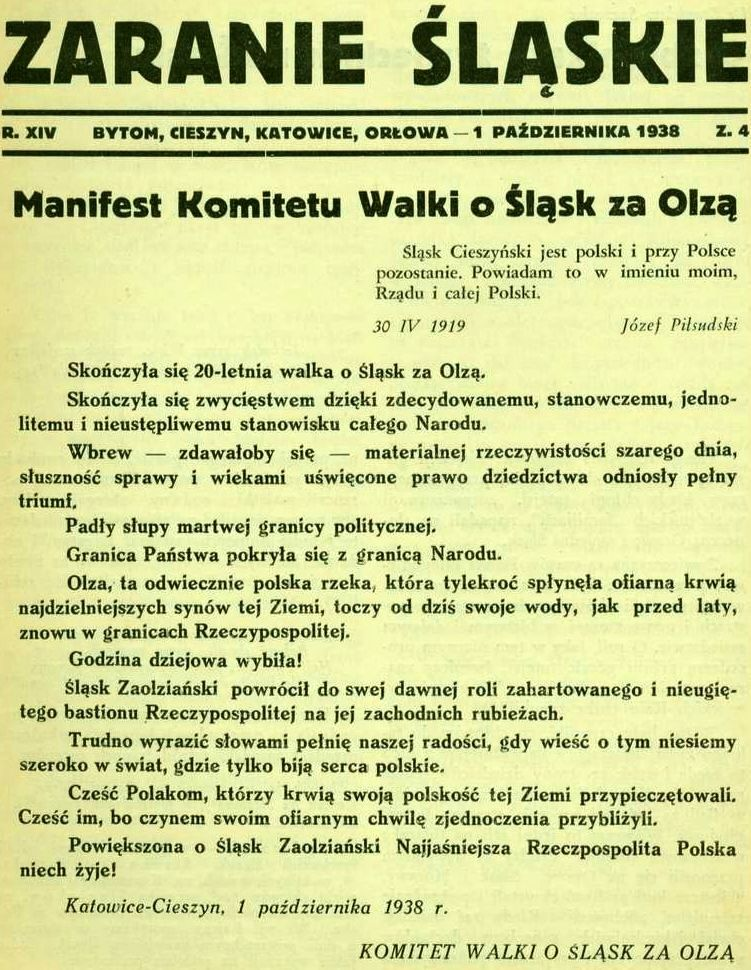
« Olza - l'ancienne rivière polonaise » - la propagande polonaise en 1938.